# Dieter Schneider (Fußballspieler)
Dieter Schneider (* 20. Oktober 1949 in Lauter/Sa.) ist ein ehemaliger deutscher Fußballspieler. In der höchsten Spielklasse des DDR-Fußballs, der Oberliga, spielte er für den F.C. Hansa Rostock. Der Torhüter stand dreimal in der DDR-A-Nationalmannschaft zwischen den Pfosten.

## Sportliche Laufbahn

### Gemeinschafts- und Clubstationen
Dieter Schneider wurde 1949 in Lauter/Sa., wo sein Vater Rudolf Schneider Anfang der 1950er-Jahre Erstligafußball für die BSG Empor Lauter spielte. Als die Oberligamannschaft der BSG Empor im November 1954 an die Ostseeküste delegiert und dabei in den SC Empor Rostock eingegliedert wurde, kam Dieter Schneider mit seinem Vater nach Rostock. Ab 1958 arbeitete Rudolf Schneider dann als Jugendtrainer für den SC Empor, in der Kindermannschaft begann seinen Sohn Dieter als Torwart zu spielen. Mit dem mittlerweile als Hansa Rostock aus dem Gesamtverein gelösten Rostocker Fußballclub wurde U-18-Auswahltorwart Schneider 1968 DDR-Juniorenmeister.
Seinen Einstand im Männerbereich des F.C. Hansa gab er in der Saison 1968/69 in der 2. Mannschaft, die in der zweitklassigen DDR-Liga spielte. Als mit Jürgen Heinsch, Peter Below und Manfred Schröbler zur gleichen Zeit drei Torhüter bei Hansa verletzt ausfielen, wurde er am 5. Spieltag, dem 15. September 1968, ins Tor gestellt. Als die Verletztenmisere auch in der Oberligamannschaft anhielt, wurde Schneider am 23. Oktober 1968, drei Tage nach seinem 19. Geburtstag, im Punktspiel 1. FC Magdeburg – F.C. Hansa Rostock (1:1) erstmals in der Oberliga eingesetzt. Er blieb in der 1. Mannschaft bis zum Saisonende Stammtorwart. Im November 1968 kam er in der zweiten Runde des Messepokals 1968/69 zu seinen ersten beiden Einsätzen im Vorläufer-Wettbewerb des heutigen UEFA-Pokals, Hansa schied jedoch gegen die AC Florenz aus.
Im Folgejahr 1969/70 war Rostock als Viertplatzierter des Vorjahres auch für den Messepokal 1969/70 qualifiziert, in dem Schneider einen Einsatz im Rückspiel der ersten Runde absolvierte, ansonsten aber Below und Heinsch im Tor der Hanseaten standen, die in der zweiten Wettbewerbs-Runde an Inter Mailand scheiterten. Mit dem in dieser Spielzeit in der Oberliga belegten zwölften Rang, in der Schneider mit 16 Einsätzen erneut Stammtorwart war, begann zugleich der sportliche Niedergang der Rostocker, die in den Folgejahren mit Ausnahme der Saison 1973/74 Abschlussplätze in der unteren Tabellenhälfte belegten und 1974/75 schließlich in die zweitklassige Liga abstiegen. 1973/74 musste Schneider seinen Stammplatz an den drei Jahre jüngeren Bernd Jakubowski abgeben und stand nur in zehn Oberligaspielen im Tor. Nach einem Jahr hatte er mit 15 Einsätzen wieder die Nase vorn und war ab 1975 wieder unangefochten die Nummer eins im Tor. Jakubowski verließ Rostock 1976 in Richtung Dynamo Dresden.
Nach fünf Jahren, in denen Rostock als Fahrstuhlmannschaft zwischen der Oberliga und der zweitklassigen Liga pendelte, gelang 1980/81 der Klassenerhalt in der höchsten ostdeutschen Spielklasse. Bis 1984/85 spielte Hansa daraufhin mit Abschlussplatzierungen in der unteren Tabellenhälfte gegen den erneuten Abstieg, der 1985/86 schließlich nicht mehr verhindert werden konnte. Schneider, der im Sommer 1985 zur BSG Chemie Piesteritz gewechselt war, wurde im Frühjahr 1986 zurückgeholt wurde, musste den erneuten Gang der Hanseaten in die Zweitklassigkeit verkraften. Angesichts des anstehenden Wettbewerbs mit den deutlichen jüngeren Konkurrenten Axel Hauschild (Jahrgang 1962) und Jens Kunath (Jahrgang 1967) beendete der 36-jährige Routinier im Anschluss an den Abstieg seine aktive Karriere.
Schneider bestritt zwischen 1968 und 1986 insgesamt 279 Einsätze in der Oberliga, 50 Partien in der zweitklassigen Liga für die 1. Mannschaft plus 20 Auftritte in der Aufstiegsrunde. Dazu kommen 41 FDGB-Pokalbegegnungen sowie drei Einsätze im Europapokal. Er zählt nicht nur, aber vor allem im Tor zu den Rostocker Clubikonen.

### Auswahleinsätze
Anfang 1967 beriefen die Auswahlverantwortlichen des DFV in das Aufgebot der Juniorennationalelf. Dort bestritt er am 16. April 1967 in der Begegnung DDR gegen Polen (1:1) sein erstes U-18-Länderspiel. Mit der ostdeutschen Auswahl nahm er sowohl 1967 in der Türkei als auch 1968 in Frankreich am UEFA-Juniorenturnier, der inoffiziellen Europameisterschaft dieser Altersklasse, teil. Bis Mai 1968 kam er auf insgesamt 15 U-18-Einsätze.
Zwischen 1969 und 1973 war der Hansa-Torsteher auch zu drei Einsätzen in der DDR-Nationalmannschaft gekommen, in der er sich jedoch gegen seinen Zwickauer Torwartkonkurrenten Jürgen Croy langfristig nicht durchsetzen konnte. Sein erstes A-Länderspiel absolvierte Schneider am 9. Juli 1969. Im Spiel der DDR-Elf gegen Ägypten wurde er in der 54 Minute für Croy eingewechselt.
In der DFV-Nachwuchsnationalmannschaft wurde Schneider in 16 Länderspielen aufgestellt. Bei der 1972er-Austragung der U-23-Europameisterschaft schaffte es das ostdeutsche Team nicht über die Gruppenphase hinaus. Beim Folgewettbewerb wurde die DDR-U-23 Vizeeuropameister, jedoch kam der Schlussmann des F.C. Hansa nur noch in einem Qualifikationsspiel zum Einsatz, bis dann der Dresdner Keeper Claus Boden den Platz zwischen Torstangen bei dieser Elf bis zu den Finalpartien übernahm.
Bei den Olympischen Spielen 1972 hatte Schneider zum Kader der ostdeutschen Olympiaauswahl gezählt, die die Bronzemedaille gewann. Schneider kam jedoch in diesem Team weder bei der Endrunde noch in Qualifikations- oder Testspielen zum Einsatz.

## Weiterer Werdegang
Als Platzwart der Rostocker Heimspielstätte, dem Ostseestadion, blieb Schneider auch nach seiner aktiven Karriere für den F.C. Hansa tätig.